# Jehnice (železniční zastávka)
Jehnice byla železniční zastávka v Brně na okraji městské části Brno-Jehnice.

## Historie
V roce 1885 byla zprovozněna železniční trať Brno–Tišnov, která mezi Královým Polem a Českou vedla údolím Ponávky. Někdy před rokem 1900  na ní byla poblíž soutoku Jehnického potoka a Ponávky zprovozněna zastávka Jehnice (doložená je roku 1902), která se nacházela jeden kilometr západně od obce Jehnice. Z vesnice byla přístupná po cestě kolem potoka. V roce 1926 zde byla postavena staniční budova a roku 1944 hláska, fungující pouze do roku 1947.

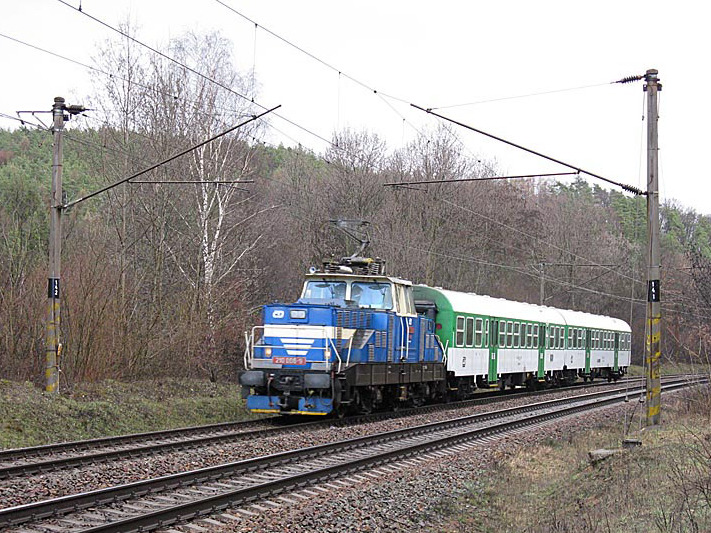
Prostor zastávky Jehnice na nové trati (sloupy se žluto-černými pruhy)

O něco výše ve svahu byla během 40. a začátku 50. let stavěna nová trať Brno – Havlíčkův Brod, která byla zprovozněna v roce 1953. Zastávka byla vybudována i na této dráze. Stará trať byla zrušena, ale staniční budova byla nadále využívána pro prodej jízdenek a jako čekárna. Na nové trati měla být postavena směrem k Brnu nová staniční budova s hláskou, k její realizaci ale nedošlo. Směrem k Tišnovu vznikl přístřešek pro hlásku, ale její aktivace není doložena. Vzhledem k odlehlosti zastávky od vlastních Jehnic, kam již od roku 1949 zajížděly autobusy brněnské MHD, její význam postupně upadal (např. od počátku 60. let zde nebyly prodávány jízdenky). Až do roku 1966 zde sice zastavovaly téměř všechny osobní vlaky, tehdy však došlo k velké změně. Od května 1966 v Jehnicích stavěly pouze dělnické vlaky do Kuřimi a jeden vlak do Brna. V květnu 1967 zde byl ukončen i tento omezený provoz a zastávka Jehnice byla zrušena.
Zachovaná staniční budova původní zastávky byla v 90. letech 20. století výrazně přestavěna a rozšířena.